# پالمییا
پالمییا (به اسپانیایی: Palmilla) یک کومونه در شیلی است که در استان کولچاگوا واقع شده‌است.

## خصوصیات
پالمییا ۲۳۷٫۳ کیلومترمربع مساحت و ۱۱٬۸۴۴ نفر جمعیت دارد و ۱۵۳ متر بالاتر از سطح دریا واقع شده‌است.